# マラガシートカゲ科
マラガシートカゲ科（Opluridae ）は爬虫綱有鱗目イグアナ下目の科。2属8種が属する。マダガスカル島の西部・南部とグランドコモロ島に分布する。ブキオトカゲ科、マダガスカルイグアナ科とも呼ばれる。

## 種
分類・和名は中井(2024)を参考。
マラガシートカゲ科 Opluridae
- ハユルミトカゲ属 Chalarodon
  - ナンセイハユルミトカゲ Chalarodon madagascariensis
  - ヒガシハユルミトカゲ Chalarodon steinkampi
- ブキオトカゲ属 Oplurus
  - キュビエブキオトカゲ Oplurus cuvieri
  - ハグルマブキオトカゲ Oplurus cyclurus
  - ハイイロブキオトカゲ Oplurus fierinensis
  - セスジブキオトカゲ Oplurus grandidieri
  - アラレブキオトカゲ Oplurus quadrimaculatus
  - イワヂブキオトカゲ Oplurus saxicola